# .na
.na е интернет домейн от първо ниво за Намибия. Администрира се от Omadhina Internet Services (cc). Домейнът е представен през 1991 г.